# Hahnville
Hahnville är administrativ huvudort i Saint Charles Parish i Louisiana. Vid 2010 års folkräkning hade Hahnville 3 344 invånare.